# Обсерваторний провулок (Київ)
Обсервато́рний прову́лок — зниклий провулок Києва. Пролягав від Обсерваторної вулиці. 

## Історія
Виник у першій половині XIX століття під тою ж назвою, коли у 1841—1845 роках було збудовано будівлі Астрономічної обсерваторії Університету Св. Володимира.
Офіційно ліквідований у 1980-ті роки у зв'язку з частковим знесенням забудови на початку Обсерваторної вулиці. Однак провулок продовжує існувати і дотепер, донедавна—— як проїзд без назви, нині на найсучасніших картах — як вулиця, що має назву.